# WEC 42
WEC 42: Torres vs. Bowles foi um evento de MMA promovido pelo World Extreme Cagefighting em 9 de Agosto de 2009 em Hard Rock Hotel and Casino em Las Vegas, Nevada

## Background
Kenji Osawa era esperado para enfrentar Rani Yahya no evento, porém foi obrigado a se retirar devido a uma lesão e foi substituído pelo estreante John Hosman.

## Resultados

### Card Preliminar
- Luta de Peso Pena:  Javier Vazquez vs.   LC Davis

Davis venceu por Decisão Dividida (30–27, 28–29 e 29–28).
- Luta de Peso Pena:  Diego Nunes vs.  Rafael Dias

Nunes venceu por Decisão Unânime (30–27, 30–27 e 30–27).
- Luta de Peso Galo:  Rani Yahya vs.  John Hosman

Yahya venceu por Finalização (estrangulamento norte-sul) aos 2:08 do primeiro round.
- Luta de Peso Leve:  Ed Ratcliff vs.  Phil Cardella

Ratcliff venceu por Decisão Unânime (30–27, 30–27 e 29–28).
- Luta de Peso Casado (159 lbs.):  Marcus Hicks vs.  Shane Roller

Roller venceu por Decisão Unânime (30–27, 30–27 e 29–28).
- Luta de Peso Pena:  Fredson Paixão vs.  Cole Province

Province venceu por Decisão Dividida (29–28, 28–29 e 29–28). Resultado foi mudado para Sem Resultado após Province testar positivo para substâncias proibidas no anti doping após a luta.

### Card Principal
- Luta de Peso Pena:  Leonard Garcia vs.  Jameel Massouh

Garcia venceu por Decisão Dividida (29–28, 28–29 e 29–28)
- Luta de Peso Galo:  Jeff Curran vs.  Takeya Mizugaki

Mizugaki vemceu por Decisão Dividida (29–28, 28–29 e 29–28)
- Luta de Peso Leve:  Ricardo Lamas vs.  Danny Castillo

Castillo venceu por Nocaute Técnico (golpes) aos 4:15 do segundo round.
- Luta de Peso Galo:  Joseph Benavidez vs.  Dominick Cruz

Cruz defeated Benavidez via unanimous decision (30–27, 29–28, 29–28)
- Luta pelo Cinturão Peso Galo:  Miguel Torres (c) vs.  Brian Bowles

Bowles venceu por Nocaute (socos) aos 3:57 do primeiro round e se tornou o Campeão Peso Galo do WEC.

## Bônus da Noite
Os lutadores foram premiados com o bônus de $10,000.
- Luta da Noite (Fight of the Night):  Joseph Benavidez vs.  Dominick Cruz
- Nocaute da Noite (Knockout of the Night):  Brian Bowles
- Finalização da Noite (Submission of the Night):  Rani Yahya

## Relações Externas
- Site Oficial do WEC